# Замок Тролегольм (Швеція)
Тролегольм (швед. Trolleholms slott, до 1755 дан. Eriksholm borg) — замок, розташований у парафії Торльоса, у колишньому графстві Онсьйо, у сучасній комуні Свалев, у графстві Сконе, Швеція. Будівництво замку почалося в 1538 за рішенням данського Риксроду (у ту епоху провінція Сконе належала данській короні). 
У 1678 до кінця чергової Дансько-шведської війни фортеця була спалена. В 1680 маєток викупила Гелле Розенкрантц з відомого роду Розенкрантц, вдова Нільса Троле. І незабаром замок було відновлено. В 1727 її онуки продали замок своєму родичу Фредеріку Троле з роду Троле, який в 1755 змінив назву замку на Тролегольм.

## Історія

### Ранній період
У Середні віки там, де знаходиться сучасний замок, розташовувалися дві ферми. Поселення називалося Каттіс Набе. Чітких відомостей про те, кому належала земля до 1400 р., немає. У документах 1424 зустрічається ім'я зброяра Еріка Нільсена, який був власником однієї з ферм. У 1471 як власник згадується якийсь Моґенс Свенсен. Після нього новим господарем маєтку став монастир Геревад.

### Будівництво замку
Історія виникнення в цій місцевості фортеці починається з XVI століття. В 1533 власником маєтку Каттіс Набе за погодженням з урядом Данії став Таґе Оттесен Тотт (монастирю виділили інші сільськогосподарські угіддя) з роду Тотт. Саме він і збудував перші оборонні споруди. В 1528 вперше зустрічається назва замку Еріксгольм. Фортеця була названа на честь старшого брата Таге Тотта на ім'я Ерік, який помер у 1533.
Головною спорудою замку Еріксгольм стала триповерхова кам'яна будівля. Інші будівлі та стіни утворювали прямокутник з невеликим внутрішнім двором. У південно-західному та північно-східному кутах звели вежі (пізніше з'явилися ще дві вежі). У фортеці передбачили місця для розміщення гармат. Зовні викопали рів, через який зі східного боку перекинули підйомний міст. Причому на схід від замку знаходилися будівлі ферми, які одночасно служили своєрідним форбургом, покликаним прикривати зовнішні підходи до основної фортеці.
Таґе Оттесен Тотт був важливим чиновником, шляхтичем та керівником фортець Ландскруна та Богус. Його спадкоємці володіли замком Еріксгольм близько 150 років. У 1562 маєток успадкував Отте Таґесен Тотт (син Таґе). Сам Отте був одружений на Софії Оттесдаттер Браге, молодшій сестрі знаменитого Тихо Браге, який володів замком Кнутстурпс. У 1588 вона і стала одноосібною власницею землі. На той момент Софі було лише 28 років.

### У володінні Софії Оттесдаттер Браге
Софія Оттесдаттер Браге цікавилася наукою, астрономією та медициною. Вона часто була в гостях на острові Вен із братом Тихо Браге. Під час чергової поїздки на Вен вона познайомилася з молодим шляхтичем та авантюристом Еріком Ланґе. Софія пристрасно закохалася та побралася. Але після заручин Ерік поїхав за кордон, щоб сховатися від своїх кредиторів. Софія повернулася до Еріксгольма. Тут вона займалася вихованням сина, а також зайнялася алхімічними експериментами. Сумуючи за коханим, Софія написала відомий вірш латиною «Уранія Титану», присвячений Еріку Ланґе.
Коли освіта спадкоємця роду Тоттів була закінчена, юнака за традицією відправили в ознайомчу поїздку за кордон. Софія поїхала за сином і знайшла свого обожнюваного Еріка Ланґе живим у бідності в Гамбурзі. Вона переконала Еріка повернутися до Данії. Але після повернення Ерік був негайно заарештованим і ув'язненим в боргову в'язницю. Вдова спромоглася його викупити. І нарешті в 1602, коли їй було вже 46 років, вона нарешті змогла офіційно вийти за коханого заміж. Найсумніше, що Ерік Ланґе продовжив свої фінансові авантюри і тепер борги з'явилися не тільки в нього, а й Софії. Ця історія мало не закінчилася лихом. В рахунок погашення боргів на все майно Софії наклали арешт. Частково врятувати ситуацію зміг її син Таґе. Після настання повноліття він зміг увійти у права наслідування та частково розрахуватися з боргами. Ерік Ланґе все одно мріяв про багатство, ховався від кредиторів і знову втік за кордон. Цього разу назавжди. Він помер у Празі у 1613 без гроша за душею.
Софія до кінця життя займалася науковими дослідженнями. Основний час вона приділяла працям з генеалогії. Її роботи можна знайти у бібліотеці університету міста Лунд.

### XVII століття
Єдиний син Софії Браге державний радник  Таґе Оттесен Тотт отримав прізвисько «Король Сконе». Він вважається одним із найвідоміших людей регіону. За своє життя Таґе встиг чотири рази одружитися. Оттесен помер лише за кілька днів до укладання Роскілльського миру в 1658. Таким чином, він уникнув переслідувань з боку стокгольмських емісарів. Ці репресії сильно вдарили по старій данській знаті, що проживала на півдні Скандинавського півострова. У всякому разі, маєток Еріксгольм залишився у володінні Тоттів.
Після смерті Таґе Тотта замок Еріксгольм мав успадкувати його єдиний онук — восьмирічний Таґе Оттесен Тотт-молодший. Під час нової Датсько-шведської війни (1675–1679) замок, зайнятий гарнізоном шведських солдатів, у 1678 змогли захопити та зруйнувати данці. А незабаром сам Таґе Оттесен Тотт-молодший отримав запрошення до Копенгагена.
Перебування шведського підданого в Копенгагені у Стокгольмі розцінили як зраду та спробу перейти на бік данського короля Кристіана V. Шведська влада заочно засудила власника Еріксгольма до страти. У 1677 в Мальме відбулася і заочна кара «зрадника». На ешафоті позбавили голови спеціальну ляльку (In effigie), яка зображувала злочинця. Аналогічний обряд заочної кари присвятили і Кнуду Гольгеру Тотту, зведеному брату Таґе.
Пізніше адвокати змогли заперечити смертний вирок. Але Taґe Оттесен Тотт-молодший не ризикнув повернутися до Швеції. Він вважав за краще продати спадкові землі та замок Гелле Розенкрантц, вдові адмірала та губернатора Норвегії Нільса Троле, яка володіла замком Трольгольм  на острові Зеландія.

### XVIII-XX століття

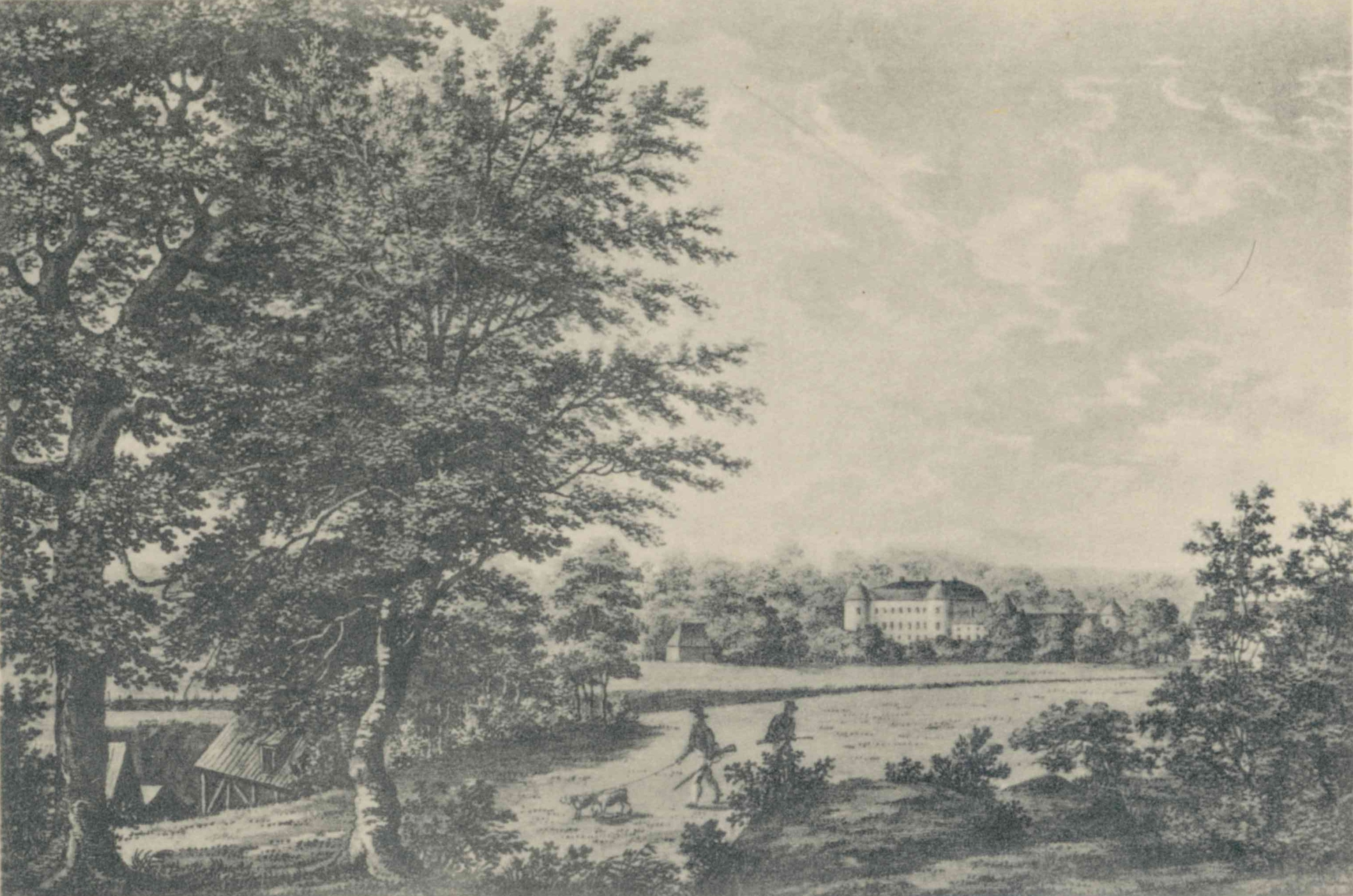
Замок Тролегольм на малюнку 1818 р.

У 1727 власником маєтку та замку став підполковник Фредрік Троле. У 1755 він перейменував резиденцію на Тролегольм. Його нащадки й досі володіють маєтком та замком.
Завдяки шлюбу Вівікі, доньки Фредріка Троле та графа Густава Бонде, замок Тролегольм став власністю родини Бонде. Всі наступні власники резиденції мали прізвище Троле-Бонде.
Ґустав Троле-Бонд, онук Вівіки, в 1808 — 1837 розділив більшу частину маєтку. Він здав ці ділянки у безстрокову оренду місцевим фермерам. У наступні роки навколо замку було зведено різноманітні господарські будівлі, склади, а також школи та навіть будинки для бідних. 
Після смерті Ґустава Троле-Бонда замок Тролегольм належав його племіннику графу Ґуставу-Троле-Бонду-молодшому. Пізніше власником став його другий син граф Карл Йоган Троле-Бонде. Саме він став ініціатором відновлення застарілого родового замку. Його нащадки й нині мешкають у замку.
У 1886 — 1889 резиденція Тролегольм була повністю реконструйована та відновлена під керівництвом данських архітекторів Фердинанда Мелдаля та Альберта Йенсена.

## Опис
Цей тип резиденцій відноситься до категорії замків на воді. За старих часів фортеця розташовувалася на острові посеред озер. Пізніше значна частина водойм була осушена або засипана. Але основний комплекс чотирикутної форми й досі оточений широкими ровами, заповненими водою.
В архітектурі переважають елементи XVI ст. Зокрема відомі фронтони зі ступінчастими щипцями.

## Сучасне використання
Більша частина комплексу залишається у розпорядженні родини Троле-Бонд. Замок закрито для відвідування публікою. Але частина резиденції використовується як фешенебельний готель та ресторан.
За домовленістю з власниками у замку можливе проведення весіль, ювілеїв та корпоративних заходів.

## У масовій культурі
Екстер'єри Тролегольма стали в нагоді для зйомок двох сезонів шведського серіалу «Зірки в замку». Серії знімалися у 2006 та 2007.

## Бібліотека замку Тролегольм
У замку Тролегольм знаходиться одна з найбільших приватних бібліотек Скандинавії. У зібранні налічується близько 45 тисяч томів. Основну частину колекції зібрав Карл Троле-Бонд (1843–1912). Він волів купувати книги зі шведської історії, генеалогії, топографії, а також біографії та середньовічну літературу. Тут зберігається кілька цінних рукописів, у тому числі з архіву знатної родини Сооп та з бібліотеки замку Стора Б'юрум.

## Галерея

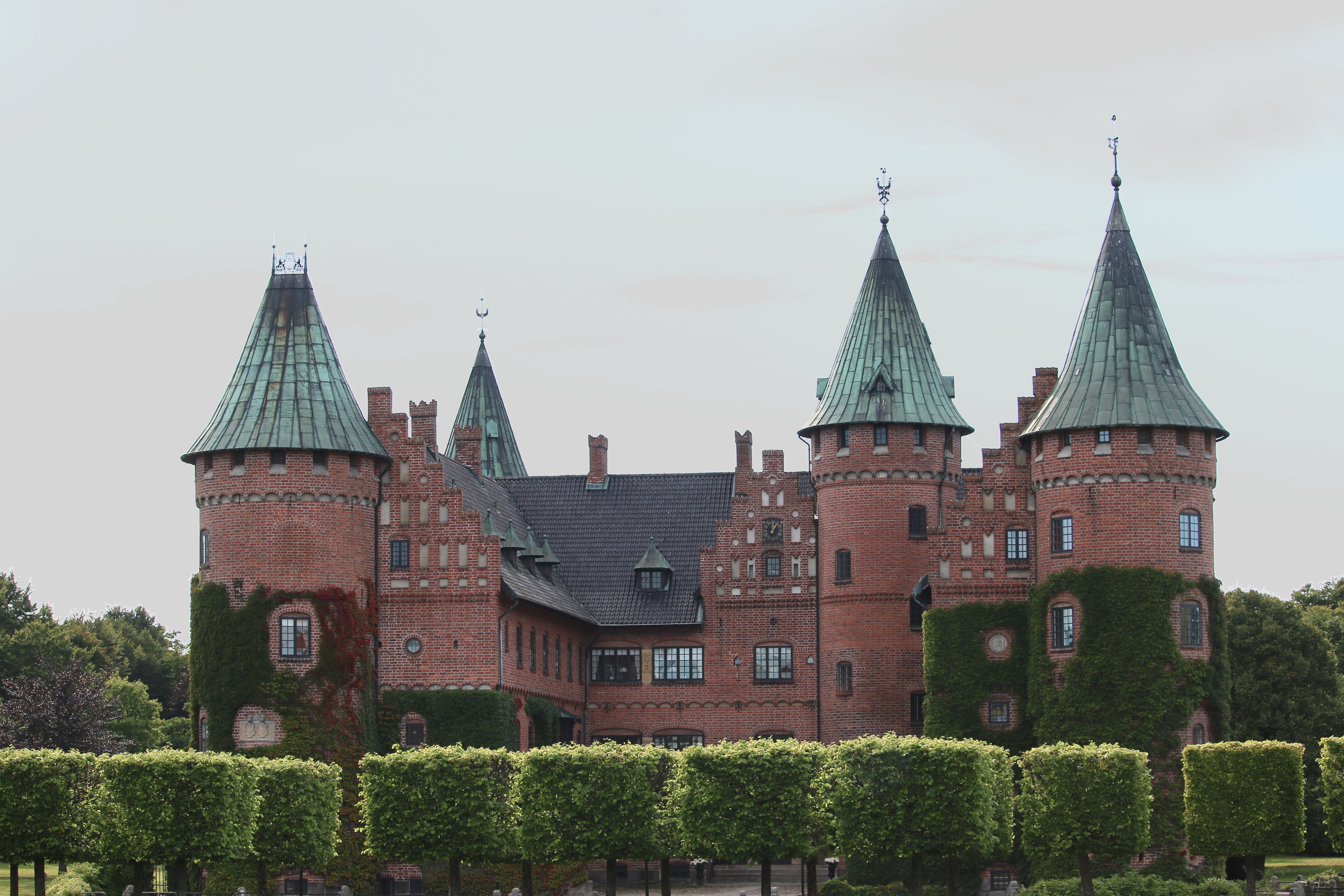
Загальний вигляд замку зі сходу
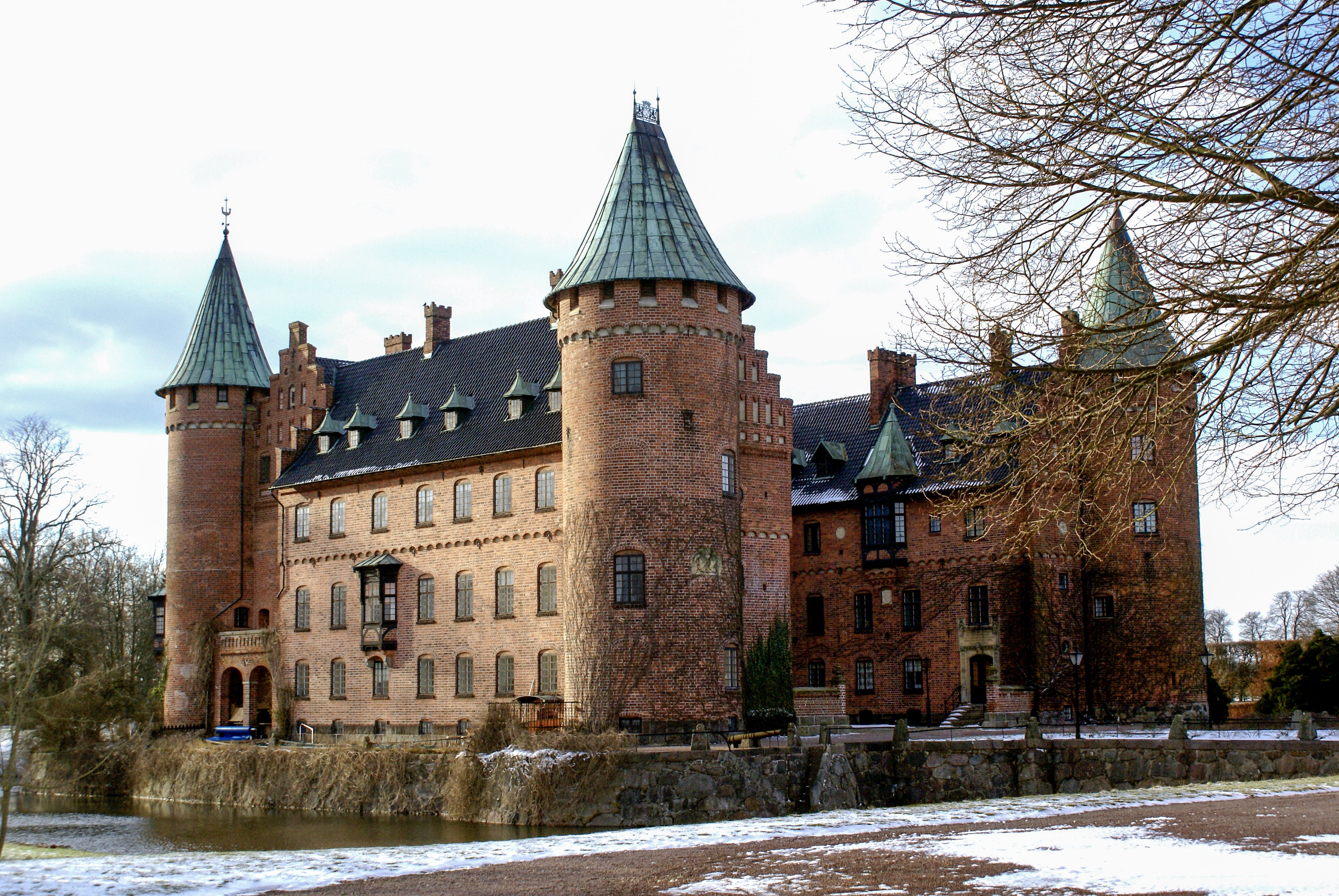
Вигляд комплексу взимку з південно-східної сторони
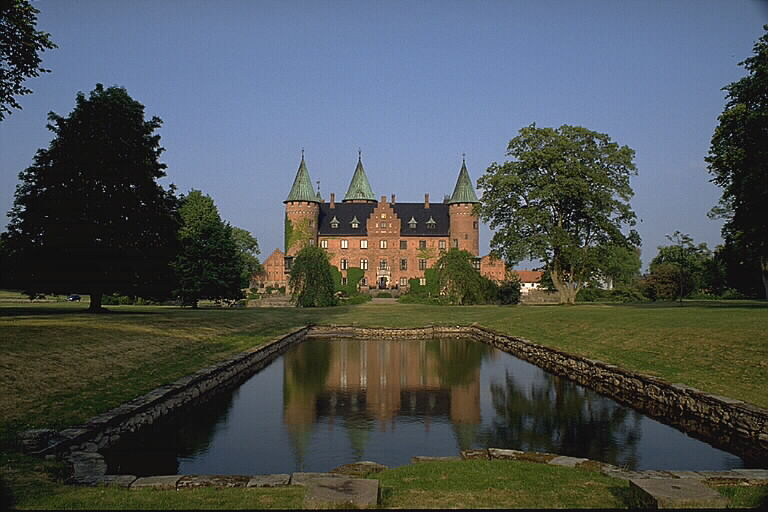
Вигляд замку із заходу
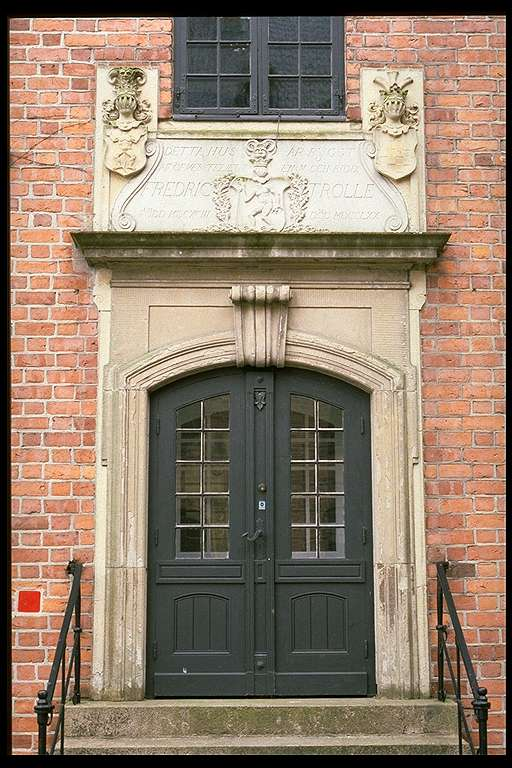
Вхід до головної будівлі
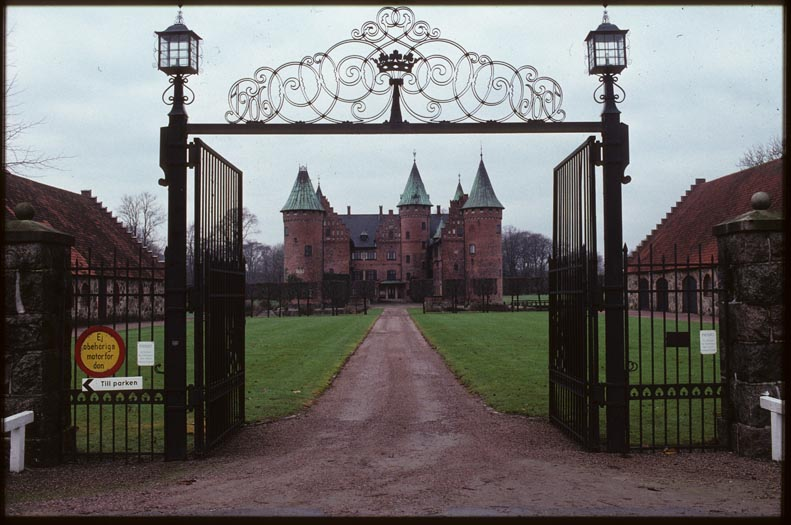
Ворота, що ведуть до замкової території